# Cremonadiagram

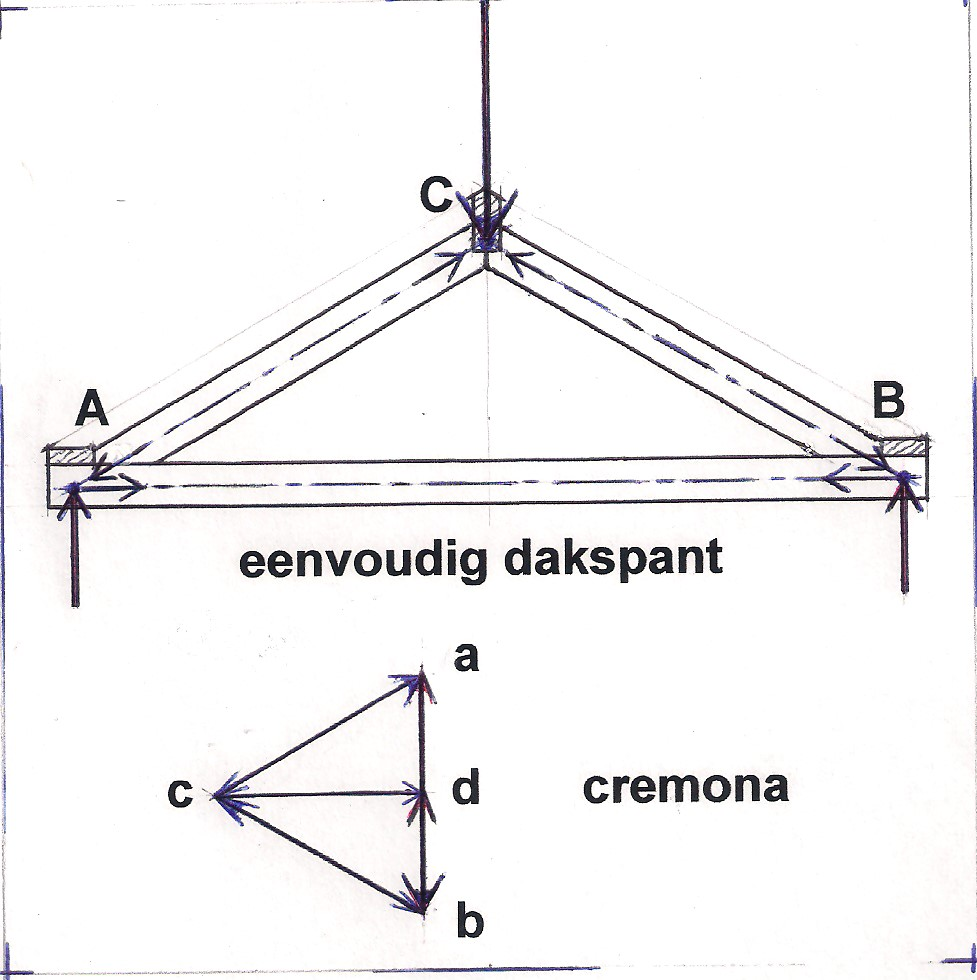
cdac is het krachtenverloop in knooppunt A,
cdbc is het krachtenverloop in knooppunt B
cabc is het krachtenverloop in knooppunt C

Een cremonadiagram (meestal kortweg cremona genoemd) is een krachtenfiguur, waarin het krachtenverloop van alle knooppunten van een vakwerk is opgenomen.
Een vakwerk is een samenstelling van staven, zoals vaak bij hijskranen is te zien. Die staven zijn trek-, druk- en nulstaven, waarvan de druk- en treksterkte grafisch kan worden vastgesteld met een cremonadiagram. De lengteverandering van de druk- en trekstaven kan in het diagram worden verwerkt, waardoor de vormverandering van het vakwerk in beeld wordt gebracht.
In de nevenstaande afbeelding is gekozen voor een eenvoudig dakspant. De knooppunten zijn theoretisch scharnieren. Bij staalconstructies zijn dat boutverbindingen die al naargelang het aandraaien steeds stijver worden, waardoor het vakwerk statisch onbepaald wordt. In feite moeten de bouten van de constructie na de belasting worden aangedraaid, waardoor het vakwerk stijver en sterker wordt dan uit het diagram blijkt.
Het cremonadiagram is omstreeks de bouw van de Eiffeltoren bedacht door Luigi Cremona.